# 三島紀元
三島 紀元（みしま のりもと、1946年〈昭和21年〉12月6日 - 2021年〈令和3年〉11月30日）は、日本の政治家。元岡山県笠岡市長（1期）。

## 来歴
岡山県笠岡市出身。武蔵工業大学卒業。
1970年（昭和45年）4月、笠岡市役所に入庁。2004年（平成16年）5月30日、笠岡市助役に就任。2007年（平成19年）4月1日、笠岡市副市長に就任。2012年（平成24年）1月31日、同副市長退任。
2012年（平成24年）4月15日に行われた笠岡市長選挙に無所属で立候補。元市職員の柚木義和を破り初当選（三島：15,674票、柚木：14,085票）。投票率は68.69％だった。4月24日､市長に就任した。
2016年（平成28年）、三島の任期満了により4月17日に行われた笠岡市長選挙に現職として立候補するが､食用のり製造販売会社社長で､新人の小林嘉文に1,450票の差で落選した（三島:13,232票、小林:14,682票）｡投票率は66.52%だった｡ 同年4月23日、任期満了により同市長を退任した｡
2017年、旭日双光章受章。
2021年11月30日、肺がんのため、福山市の病院で死去。74歳没。死没日をもって正六位に叙された。